# Helianthemum zheguliense
Helianthemum zheguliense är en solvändeväxtart som beskrevs av Sergei Vasilievich Juzepczuk och N. N. Tzvelev. Helianthemum zheguliense ingår i släktet solvändor, och familjen solvändeväxter. Inga underarter finns listade i Catalogue of Life.